# Elecciones legislativas de Rusia de 2011

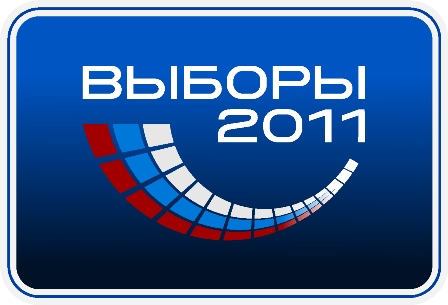
Emblema de las elecciones (Elecciones 2011)

El domingo 4 de diciembre de 2011 se celebraron las elecciones legislativas en la Federación de Rusia, para asignar los 450 escaños de la Duma Estatal, la cámara baja de la Asamblea Federal de Rusia, el poder legislativo.
Por primera vez la Duma Estatal tendrá un mandato de cinco años. El mandato anterior era de cuatro años.
En las elecciones participan siete partidos, todos los partidos registrados en Rusia hasta la fecha de las elecciones, que se distribuyeron por sorteo en la boleta electoral de la siguiente forma:
1. Rusia Justa
2. Partido Liberal-Demócrata de Rusia
3. Patriotas de Rusia
4. Partido Comunista de la Federación Rusa
5. Yábloko
6. Rusia Unida
7. Právoye delo

Para entrar en la Duma los partidos deben superar la barrera del 7% de los votos o superar el 5% o 6% que garantizan uno y dos escaños respectivamente.

## Resultados
Con el 99,99% de los votos escrutados Rusia Unida consigue el 49,30% de los votos, el Partido Comunista 19,20%, Rusia Justa 13,25% y el Partido Liberal-Demócrata el 12,00%. Los demás partidos no consiguen superar la barrera del 7%, ni consiguen el 5%, que les garantizaría un escaño.
Rusia Unida pierde la mayoría constitucional, que le permitía aprobar leyes constitucionales sin formar coalición con otros partidos.
Yábloko, al superar el 3% de los votos obtiene el derecho a la financiación estatal (20 rublos por voto) y disfrutará de espacio gratuito en la prensa escrita y la televisión del Estado en las próximas elecciones legislativas dentro de cinco años.
| Rusia Unida                             | 238                                 | 77                                  | 52,88%                              | 32 379 135  | 49,32%  | 14,98% |  |  |  |  |
| Partido Comunista                       | 92                                  | 35                                  | 20,46%                              | 12 599 507  | 19,19%  | 7,62%  |  |  |  |  |
| Rusia Justa                             | 64                                  | 26                                  | 14,21%                              | 8 695 522   | 13,24%  | 5,50%  |  |  |  |  |
| Partido Liberal-Demócrata               | 56                                  | 16                                  | 12,45%                              | 7 664 570   | 11,67%  | 3,53%  |  |  |  |  |
| Yábloko                                 | 0                                   | 0                                   | 0.00%                               | 2 252 403   | 3,43%   | 1,84%  |  |  |  |  |
| Patriotas de Rusia                      | 0                                   | 0                                   | 0.00%                               | 639 119     | 0,97%   | 0,08%  |  |  |  |  |
| Právoye delo                            | 0                                   | 0                                   | 0.00%                               | 392 806     | 0,60%   | 0,60%  |  |  |  |  |
| Total                                   | 450                                 | 0                                   | 100,00%                             | 64 623 062  | 100,00% |        |  |  |  |  |
| Votos invalidos                         | Votos invalidos                     | Votos invalidos                     | Votos invalidos                     | 1 033 464   | 1,57%   |        |  |  |  |  |
| Registrados (Participación: 60,10%)     | Registrados (Participación: 60,10%) | Registrados (Participación: 60,10%) | Registrados (Participación: 60,10%) | 109 237 780 |         |        |  |  |  |  |
| Fuente: Comisión Central Electoral Rusa |                                     |                                     |                                     |             |         |        |  |  |  |  |

## Sondeos a pie de urna

### VTsIOM
Según el sondeo a pie de urna del estatal Centro panruso de estudios de la opinión pública (VTsIOM, ВЦИОМ) cuatro partidos superan la barrera del 7% y obtienen escaños en la Duma: Rusia Unida con 48,5%, Partido Comunista con 19,8%, Rusia Justa con 12,8% y el Partido Liberal-Demócrata con 11,42%.
Yábloko con 4,17%, Právoye delo con 1,10% y los Patriotas de Rusia con 0,90% no superan la barrera del 7%.

### FOM
Según el sondeo de la Fundación de Opinión Pública (FOM, ФОМ), Rusia Unida obtiene el 46,0%, Partido Comunista 21,0%, Rusia justa 14,1% y el Partido Libertal-Demócrata 13,2%.

### Cuadro de referencia de datos de pie de urna
| Partido                                 | % Votos | % Escaños | Nro Escaños 2011 (según pie de urna) | Nro Escaños 2007 | Diferencia |
| --------------------------------------- | ------- | --------- | ------------------------------------ | ---------------- | ---------- |
| Rusia Unida (Oficialista)               | 46,2 %  | 48,7 %    | 220                                  | 315              | -95        |
| Partido Comunista de la Federación Rusa | 20,7 %  | 21,8 %    | 98                                   | 57               | +41        |
| Rusia Justa                             | 14,3 %  | 15,1 %    | 68                                   | 38               | +30        |
| Partido Liberal-Democrático             | 13,5 %  | 14,2 %    | 64                                   | 40               | +24        |
| Otros                                   | 6,3 %   | -         | -                                    | -                | -          |

## Observación de las elecciones y reclamaciones

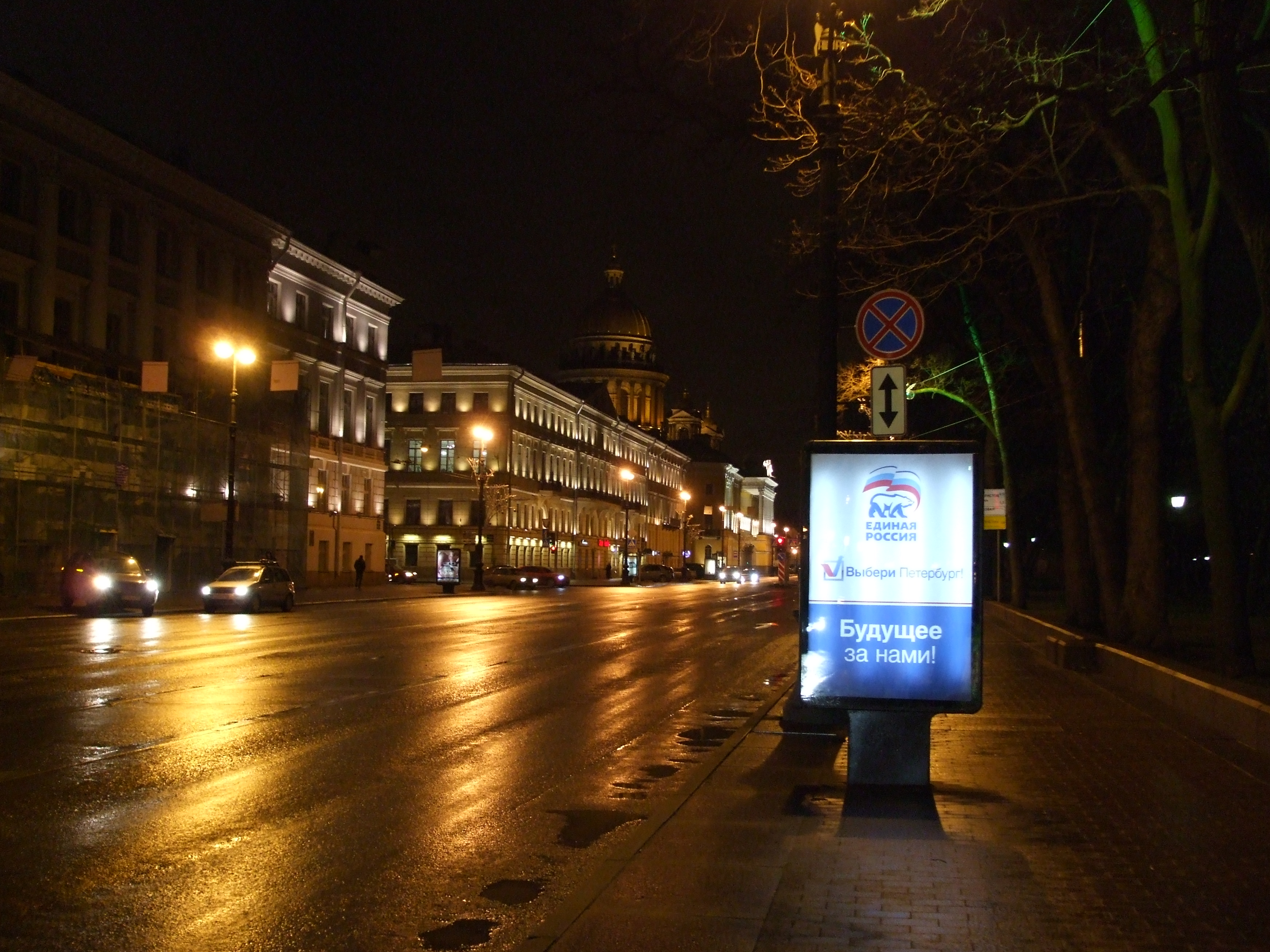
Una pancarta de Rusia Unida

### Observadores internacionales
Según el observador polaco, el director del Centro Europeo del Análisis Geopolítico Mateush Piskovski, los observadores dieron una calificación alta al nivel de preparación y organización de las elecciones. Según él, todas las observaciones críticas eran sobre deficiencias técnicas y no sobre infracciones del derecho electoral, y no pueden influir en los resultados de las elecciones.
Otros expresaron opiniones variadas. Los observadores de la OSCE, si bien indicaron mejoras en la organización de las elecciones y debates previos, también denunciaron infracciones en el recuento. Observadores de la CEI no detectaron infracciones aparte de las técnicas.

### Medios de comunicación
Los medios de comunicación occidentales han sido críticos con las elecciones antes y después de las mismas. Destacaban un ataque informático a diversos medios críticos con el gobierno, y supuestos intentos de fraude.

### Reclamaciones
La Comisión Electoral Central recibió 1.686 reclamaciones. En 129 casos las infracciones reclamadas fueron confirmadas total o parcialmente. La Comisión electoral central también revisó, con ayuda de expertos del ministerio del interior, más de 100 vídeos (hasta el 5 de enero de 2012), cuyos autores afirmaban que los mismos documentaban infracciones. Según la conclusión de los expertos, la mayoría de los vídeos presentaban indicios de montaje.

## Protestas
El 5 de diciembre, los opositores al gobierno comenzaron a protestar en Moscú, denunciando a Vladímir Putin, su gobierno y unas elecciones que consideraban viciadas. Los activistas argumentaron que las elecciones habían sido una farsa y pidieron que el primer ministro, Putin, dimitiera, mientras que algunos exigían una revolución. A su vez los simpatizantes del partido gobernante realizaron contramarchas de apoyo.